# Johan Holm
Johan Holm (* 16. Juli 1979) ist ein schwedischer Badmintonspieler. 

## Karriere
Johan Holm gewann nach mehreren Nachwuchstiteln in Schweden und Bronze bei der Junioren-Europameisterschaft 1997 im Jahr 2001 die Hungarian International. Im gleichen Jahr nahm er auch an der Badminton-Weltmeisterschaft teil. 2002 startete er bei der Endrunde des Thomas-Cups.

## Sportliche Erfolge
| Saison    | Veranstaltung                     | Disziplin    | Platz | Name                                                     |
| --------- | --------------------------------- | ------------ | ----- | -------------------------------------------------------- |
| 1992/1993 | Schweden: Einzelmeisterschaft U15 | Herreneinzel | 1     | Johan Holm (Askim BC)                                    |
| 1992/1993 | Schweden: Einzelmeisterschaft U15 | Herrendoppel | 1     | Johan Holm / Patrik Isaksson (Askim / LUGI)              |
| 1993/1994 | Schweden: Einzelmeisterschaft U17 | Herrendoppel | 1     | Johan Holm / Patrik Isaksson (Askim BC / LUGI)           |
| 1994/1995 | Schweden: Einzelmeisterschaft U17 | Herrendoppel | 1     | Johan Holm / Patrik Isaksson (Askim BC / LUGI)           |
| 1995/1996 | Schweden: Einzelmeisterschaft U19 | Herrendoppel | 1     | Patrik Isaksson / Johan Holm (LUGI / Askim BC)           |
| 1996/1997 | Schweden: Einzelmeisterschaft U19 | Herrendoppel | 1     | Johan Holm / Patrik Isaksson (Askim BC / BK Aura)        |
| 1997      | Junioren-Europameisterschaft      | Herrendoppel | 3     | Johan Holm / Patrik Isaksson                             |
| 1997/1998 | Schweden: Einzelmeisterschaft U19 | Herrendoppel | 1     | Johan Holm / Peter Eriksson (Askim BC / Västra Frölunda) |
| 1998/1999 | Schweden: Einzelmeisterschaft U22 | Herrendoppel | 1     | Johan Holm / Patrik Isaksson (Askim BC / BK Aura)        |
| 2000/2001 | Schweden: Einzelmeisterschaft U22 | Herrendoppel | 1     | Pär Sjöstrand / Johan Holm (Västra Frölunda)             |
| 2001      | Weltmeisterschaft                 | Herrendoppel | 17    | Joakim Andersson / Johan Holm                            |
| 2001      | Hungarian International           | Herrendoppel | 1     | Johan Holm / Joakim Andersson                            |

## Referenzen
- Johan Holm beim Badminton-Weltverband

| Personendaten    | Personendaten                 |
| ---------------- | ----------------------------- |
| NAME             | Holm, Johan                   |
| KURZBESCHREIBUNG | schwedischer Badmintonspieler |
| GEBURTSDATUM     | 16. Juli 1979                 |